# Zach Woods
Pour les articles homonymes, voir Woods.
Zach Woods est un acteur américain né le 25 septembre 1984. Il est connu pour son rôle de Gabe Lewis dans la version américaine de The Office ainsi que pour son personnage Donald « Jared » Dunn dans la série Silicon Valley.

## Biographie
Woods est née à Trenton, New Jersey. Son père est psychiatre et assistant social, spécialisé en thérapie clinique, et sa mère est infirmière praticienne. Woods a grandi à Yardley, Pennsylvania, et diplômé de Pennsbury High School en 2003. Il est diplômé de l'Université de New York .

## Filmographie

### Cinéma

#### En tant qu'acteur
- 2009 : In the Loop : Chad
- 2010 : Very Bad Cops : Douglas
- 2011 : Damsels in Distress : Rick DeWolfe
- 2013 : Les Flingueuses : L'ambulancier
- 2015 : Spy : Le serveur
- 2016 : SOS Fantômes : Gareth, le guide touristique du manoir Aldridge
- 2017 : Pentagon Papers (The Post ) de Steven Spielberg : Anthony Essaye
- 2020 : Downhill de Nat Faxon et Jim Rash : Zach

#### En tant que réalisateur
- 2020 : David (court-métrage)

### Télévision
- 2010-2013 : The Office : Gabe Lewis
- 2009-2016 : The Good Wife : Jeff Dellinger
- 2013-2014 : Veep : Ed Webster
- 2014-2019 : Silicon Valley : Donald « Jared » Dunn
- 2015-2017 : Playing house : Zach Harpe
- 2019 - : Avenue 5 : Matt Spencer, responsable des relations clients pour Avenue 5

## Doublage
- 2016 : Angry Birds : Copains comme cochons de Thurop Van Orman : Carl
- 2017 : Lego Ninjago, le film de Charlie Bean : Zane